# Mathilde Weckerlin
Mathilde Weckerlin, auch Mathilde Weckerlin-Bußmaeyer (5. Juni 1848 in Sigmaringen – 18. Juli 1928 in Pöcking am Starnberger See) war eine deutsche Opernsängerin der Stimmlage Sopran.
In der Uraufführung der Götterdämmerung in Bayreuth 1876 sang sie die Gutrune.

## Leben und Werk
Die Sängerin wurde in Westschwaben geboren, als Tochter eines Hohenzoller'schen Beamten. Die Ausbildung ihrer Stimme erfolgte durch den Sänger und Dirigenten Julius Stockhausen (1826–1906), der auch ein berühmter Pädagoge war. Ihre künstlerische Laufbahn führte sie 1868 an das Hoftheater von Dessau, dem sie drei Jahre angehörte, und danach an das Hoftheater von Hannover, wo sie fünf Jahre engagiert war. 1876 wurde sie nach Bayreuth und München verpflichtet. Bei den ersten Bayreuther Festspielen übernahm sie die Rolle der Gutrune in der Uraufführung von Richard Wagners Götterdämmerung am 17. August 1876. Im selben Jahr wurde sie in das Ensemble der Münchner Hofoper aufgenommen und blieb zwanzig Jahre. Ihr breites und vielfältiges Repertoire reichte vom Barock bis in die Gegenwart. Sie sang die Titelpartien in Glucks Armida, Beethovens Fidelio, Bellins Norma und Verdis Aida, letztere als Münchner Erstaufführung. Sie übernahm auch eine Reihe von Wagner-Partien – neben der Gutrune waren dies die Senta im Fliegenden Holländer, die Elsa im Lohengrin und die Sieglinde in der Walküre. Am 19. Oktober 1887 wirkte sie in der Uraufführung der Faust-Oper von Heinrich Zöllner mit. Sie war seit 1877 verheiratet mit dem Komponisten, Pianisten und Musikpädagogen Hans Bußmeyer (1853–1930). Im Jahr 1896 beendete sie ihre Laufbahn und wurde zum Ehrenmitglied der Münchner Hofoper ernannt. Ihre Abschiedsvorstellung war der Don Giovanni, sie sang die Donna Anna. Ihren Lebensabend verbrachte sie am Starnberger See.